# Klaus-Peter Rödig
Klaus-Peter Rödig  (* 14. Januar 1938 in Marburg an der Lahn) ist ein deutscher Forstmann, Forstwissenschaftler und von Lehrverpflichtungen freigestellter Honorarprofessor für Forstwirtschaft an der Justus-Liebig-Universität Gießen. Er hat von 1964 bis 2003 in der Hessischen Landesforstverwaltung in verschiedenen Positionen, zuletzt als Referatsleiter Waldbau im Hessischen Ministerium für Umwelt, Klimaschutz, Landwirtschaft und Verbraucherschutz in Wiesbaden gearbeitet. Mit den Themen ‚Nachhaltige multifunktionale Forstwirtschaft‘, ‚Naturgemäßer Waldbau‘ ist er als Spezialist für Forstplanung und Waldentwicklung in Forstpraxis, Fort- und Weiterbildung und akademischen Lehre hervorgetreten.

## Leben
Klaus-Peter Rödig wurde am 14. Januar 1938 in Marburg an der Lahn geboren. Dort wuchs er mit zwei jüngeren Brüdern auf. Nach dem Abitur 1958 an der Martin-Luther-Schule Marburg folgte nach einem Auswahlverfahren mit Zulassung zum höheren Forstdienst ein Forstpraktikum im nordhessischen Forstamt Altmorschen.
Danach studierte er von 1958 bis 1962 Forstwissenschaften an der Albert-Ludwigs-Universität Freiburg mit dem Abschluss Diplom-Forstwirt. Mit der Dissertation Bodentypen und Standorte im westlichen Dinkelberg und am Westrand der Weitenauer Vorberge wurde er 1964 an der Naturwissenschaftlich-Mathematischen Fakultät zum Doctor rerum naturalium promoviert.
1964 schloss er die Ehe mit seiner Frau Rosemarie Friederike, aus der ein Sohn und eine Tochter hervorgingen.
Mit der Großen forstlichen Staatsprüfung schloss Klaus-Peter Rödig das Referendariat (1964–1967) ab. Es folgte die Übernahme in den Staatsdienst des Landes Hessen, dem er bis zur Pensionierung im Jahr 2003 angehörte; davon 20 Jahre bei der Hessischen Forsteinrichtungsanstalt in Gießen und 15 Jahre als Referatsleiter im Hessischen Umweltministerium in Wiesbaden. Seine Lehrtätigkeit an der Justus-Liebig-Universität in Gießen (1978–2004) begann mit Seminaren, seit 1984 war er Lehrbeauftragter und 1997 wurde ihm die akademische Bezeichnung Honorarprofessor verliehen. Nach seiner Pensionierung gehörte er zehn Jahre dem Kuratorium der Stadtwaldstiftung Laubach an. Für seine Verdienste um die nachhaltige Forstwirtschaft wurde er 2014 mit dem Georg-Ludwig-Hartig-Preis ausgezeichnet.

## Berufliches Wirken

### Hessische Forsteinrichtung
Mit seiner bodenkundlich-standörtlichen Orientierung wurde Klaus-Peter Rödig bei der Hessischen Forsteinrichtungsanstalt zunächst als forstlicher Standortskartierer im Burgwald und im Hessischen Schiefergebirge eingesetzt; es kamen Gutachter-, Ausbildungsaufgaben und Mitarbeiterbetreuung hinzu und schließlich die klassischen Forsteinrichtungsaufgaben Waldfunktionenkartierung, Waldzustandserfassung und mittelfristige forstliche Betriebsplanung (Forstämter Wetter, Frankenberg, Burgwald, Battenberg, Altenlotheim, 1967–1970).
Von 1971 bis 1988 leitete Klaus-Peter Rödig in der Zentrale der Hessischen Forsteinrichtungsanstalt das neu geschaffene Dezernat „Forsteinrichtung im Körperschafts- und Privatwald, Ertragsregelung, Öffentlichkeitsarbeit“ mit einem angeschlossenen Sachgebiet „Forstliche Flächen und Karten“ und Inspektionsaufgaben in Mittel- und Südhessen. In dieser Funktion konnte er mit großem Engagement Einfluss nehmen auf die Entwicklung des hessischen Forsteinrichtungsverfahrens und zahlreiche Strukturveränderungen in der Organisation, die infolge eines novellierten Forstgesetzes und der Gebietsreform in Hessen unumgänglich waren:
- Erstmalige staatliche Forsteinrichtung des Gemeinde- und Gemeinschaftswaldes mit einem multifunktional ausgerichteten Planungsverfahren auf ökologischer Grundlage. Der erste Umlauf für die ca. 350 000 ha große Fläche war um 1988 abgeschlossen. (Ergebnisse hat August HENNE 1992 dargestellt[4])
- Entwicklung und Management der Kartierung der Schutz- und Erholungsfunktionen des Waldes; als Atlas Flächenschutzkarte Hessen (1: 50 000) mit einem Erläuterungsheft[5]
- Digitalisierung und Automatisierung forstlicher Flächeninformationen in der Forsteinrichtung (1978).
- Projektentwicklung und -management einer zweimaligen flächendeckenden Erfassung von Landschaftsschäden; Kartenwerke (1: 50 000) 1971 bzw. 1974 herausgegeben vom Hessischen Ministerium für Umwelt.
- Entwicklung und Betreuung des Landschaftsrahmenplans als Teil der Regionalen Raumordnungspläne (1974).
- Entwicklung und Aufbau eines langfristigen Betriebsvergleichs Naturgemäße Waldwirtschaft (Synonym: Naturnahe Waldwirtschaft) der Staatswälder der Forstämter Fulda und Neuhof auf Stichprobenbasis. Ein Abschlussbericht wurde 2009 veröffentlicht (HESSEN-FORST, FENA( Hrsg.), 2009, Betriebsvergleich Fulda-Neuhof).
- Gründungsvorsitzender des Arbeitskreises Forstliche Landespflege in der Arbeitsgemeinschaft Forsteinrichtung. Als erste seiner zahlreichen Veröffentlichungen erschien 1974 der Leitfaden für die Waldfunktionenkartierung 2. Aufl. 2003. Es folgte ein Leitfaden zur Forstlichen Rahmenplanung (1977), den Rödig ebenfalls mit verfasste.[6][7]

### Waldbau und Umwelt
Mit der Leitung des Referates „Waldbau, Forsteinrichtung, Waldschutz“ (1988–2003) war auch die Fachaufsicht über die Hessische Forsteinrichtungsanstalt (FEA), der Hessischen Forstlichen Versuchsanstalt (HFV) und der Staatsdarre Wolfgang verbunden. Infolge von Leitungsvakanzen bei der HFV (1992/1993) und bei der später mit der FEA zusammengefassten Landesanstalt für Forsteinrichtung, Waldforschung und Waldökologie (HLFWW, 1997/1998) nahm er für jeweils für ein knappes Jahr die kommissarische Leitung dieser Institutionen. Klaus-Peter Rödig fand ein weites Betätigungsfeld auch über die Landesgrenzen hinweg. Auch boten sich ihm genügend Möglichkeiten, an der strategischen Ausrichtung der Forstpolitik mitzuwirken und die Forstpraxis auf die sich ändernden Rahmenbedingungen einzustellen.
Mit zwei Grundsatzerlassen wurde der Waldbau im Staatswald des Landes Hessen auf naturgemäße Wirtschaftsweise umgestellt: GE 23/1989 Grundsätze für den Waldbau im Hessischen Staatswald; GE 20/1989 Waldstandorte und Waldstrukturelemente mit besonderer Bedeutung für den Arten- und Biotopschutz. Damit hatte der hessische Staatswald erstmals eine landesweite Waldbaurichtlinie und Hessen war das erste flächengroße Bundesland, welches konsequent von der schlagweisen auf naturnahe Waldwirtschaft umstellte. Entsprechend wurde auch der Waldschutz justiert: Mit der Einführung einer jährlichen Pflanzenschutzmittelerhebung wurde u. a. sukzessive ein weitgehender Biozidverzicht erreicht; eine jährliche Erhebung der Schälschäden im Wald trug zur operationalen Anpassung der Wildstände im Rahmen geänderter Jagdrichtlinien bei. Neue Richtlinien für die Bewirtschaftung des Staatswaldes leiteten aus einem stringenten Zielsystem ein Konzept der ökologischen wie ökonomischen Strategien der Forstbetriebe ab. Zum Gesamtkonzept naturnaher Wirtschaftsweise erschien 1999 eine mehrfach aufgelegte Hessische Waldbaufibel für den Gebrauch in der Forstpraxis Ein von ihm ebenfalls bearbeitetes Konzeptpapier Wald und Naturschutz des damals zuständigen Innenministers (1998) sollte die Koordinierung die Arbeit der Abteilungen Forsten und Naturschutz erleichtern.
Im Zusammenhang mit der Einführung des naturgemäßen Waldbaus in Hessen wurde über 10 Jahre ein umfangreiches Aus- und Weiterbildungsprogramm für alle Forstbediensteten aufgelegt, das sich nicht zuletzt wegen des Besuchs beispielhafter Forstbetriebe in den anderen Bundesländern großen Zuspruchs erfreute. Das Besondere der Veranstaltungen war ihre sorgfältige Vorbereitung durch intensive wissenschaftlich fundierte Aufbereitung gemessener Informationen über die jeweils besuchten Waldstationen.
Aufbau eines Naturwaldreservateprogramms aufgrund eines Beschlusses des Hessischen Landtages (1988), zu dessen Besonderheit es gehörte, neben größeren Totalreservaten flächenähnliche, aber bewirtschaftete Waldflächen zu beobachten und zu vergleichen. Bundesweit einmalig war auch eine langfristige Fauneninventur – mit Blick auf das spätere europäische FFH-Konzept (Richtlinie 91/43/EWG) weitsichtig –, für die das renommierte Forschungsinstitut Senckenberg gewonnen werden konnte und bemerkenswerte Ergebnisse zeitigt.
Auch wenn die Ergebnisse der Waldschadenserhebungen und vor allem die wissenschaftlichen Befunde der Waldökosystemstudie Hessen eindeutige Beweise für die schwere Belastung der Waldböden und damit ihrer Funktionen lieferte, waren die Schwierigkeiten groß, als eine der möglichen Gegenmaßnahmen ein ökologisch abgesichertes Konzept für eine regelmäßige Waldkalkung in Gang zu setzen, dessen positiven Effekte heute allgemein und auch wissenschaftlich unbestritten sind.
Mit den schweren Sturmschäden im Frühjahr 1990 (Orkan Vivian, Orkan Wiebke) war auch Klaus-Peter Rödig besonders gefordert, war doch nun nach der Umstellung des Waldbaus in einem solchen Ausnahmefall die Nagelprobe seiner Praxistauglichkeit zu bestehen. Mit Vorträgen, Forstbetriebsbereisungen, Exkursionen und Veröffentlichungen begründete er in dieser Zeit seinen späteren Ruf als „Wanderprediger“ oder „Forstmissionar“.
Im Jahr 2002 fasste eine im Wesentlichen von ihm bearbeitete neue Hessische Anweisung für Forsteinrichtungsarbeiten die bis dahin entwickelten Konzepte einer nachhaltigen Waldentwicklung auf ökologischer Basis für die forstbetriebliche Planung zusammen, ohne damit einen Bruch mit den seit Georg Ludwig Hartigs Zeiten bestehenden Methoden der Nachhaltigkeitssteuerung zu bewirken oder die Vergleichbarkeit der Befunde über die Jahrhunderte zu gefährden.
Mit der Wiedervereinigung Deutschlands fiel Klaus-Peter Rödig als Vorsitzendem des Kontrollausschusses der Deutschen Kontrollvereinigung (heute DKV-Gütegemeinschaft) die Aufgabe zu, die Zertifizierung von bestem forstlichem Vermehrungsgut auch in den neuen Bundesländern einzuführen. Im Zusammenwirken mit den dortigen forstlichen Institutionen wurde die Organisationsstruktur des Vereins angepasst und in einem Zehnjahres-Arbeitsschwerpunkt der erste Durchgang weitgehend abgeschlossen.
Mit ähnlicher Zielrichtung hat Klaus-Peter Rödig auch den Vorsitz im Arbeitskreis Zustandserfassung und Planung (1989–1994) und die anschließende Leitung des Ständigen Ausschusses der Arbeitsgemeinschaft Forsteinrichtung (1994–2002) gehandhabt; beides Foren, die sich neben der Entwicklung und Abstimmung von Methoden der Forsteinrichtung auch um den diesbezüglichen Austausch von Wissenschaft und Praxis im deutschsprachigen Raum bemühen.

### Lehre an der Justus-Liebig-Universität
Klaus-Peter Rödig engagierte sich seit Eintritt in den Staatsdienst nicht nur in der Aus- und Weiterbildung des forstlichen Nachwuchses und der Forstpraktiker. Er nutzte die ihm von der Universität eröffnete Möglichkeit, an der landwirtschaftlichen Fakultät im neu gegründeten Fachbereich Umweltsicherung verschiedenen Zielgruppen die Besonderheiten forstlichen Denkens und der Forstwirtschaft näherzubringen. Ihm war dabei besonders wichtig, die globalen ökologischen Rahmenbedingungen, die erdgeschichtlichen und forsthistorischen Prozesse vorzustellen, damit die Erscheinungsformen heutiger Wälder verständlich zu machen und aufbauend auf wissenschaftlichen Erkenntnissen, besonders der Ökologie, nachhaltige Konzepte für Waldentwicklungen zu erläutern. Seine Themen waren „Standortsgerechter Waldbau“, „Umweltwirkungen des Waldes“ und „Forstwirtschaftliche Planung“.

## Ehrungen
Verleihung des mit 5000 Euro dotierten Georg-Ludwig-Hartig-Preises am 2. September 2014 in Gladenbach im Rahmen der Festveranstaltung zum 250. Geburtstag des gleichnamigen hessischen Forstklassikers durch die gleichnamige Stiftung in Anerkennung der hervorragenden Leistungen zur Förderung des forstlichen Nachhaltsgedankens.
Ehrenkurator der Stadtwaldstiftung Laubach in Anerkennung der zehnjährigen erfolgreichen Mitwirkung im Kuratorium für das Projekt „Stadtwaldstiftung Laubach“ am 21. November 2013.

## Schriften (Auswahl)
- Flächenschutzkarte Hessen – Erläuterungsheft Wald und Landschaft. Hessisches Ministerium für Umwelt, Ländlichen Raum und Verbraucherschutz, Wiesbaden 1974.
- 10 Jahre Waldökosystemstudie Hessen. Hessische Forstliche Versuchsanstalt, Hann. Münden 1992.
- Naturgemässer Waldbau. Hess. Ministerium für Landesentwicklung, Wohnen, Landwirtschaft, Forsten und Naturschutz, Wiesbaden 1994.
- Pilotprojekt Burgwald. Sauerländer, Frankfurt am Main 1996, ISBN 3-89051-164-3.
- Mitverfasser: Hessische Waldbaufibel. Grundsätze und Empfehlungen zur naturnahen Wirtschaftsweise im Hessischen Staatswald. Hess. Ministerium f. Umwelt, Landwirtschaft u. Forsten, Wiesbaden, 1999
- Die Darstellung der Schutz- du Erholungsfunktionen des Waldes in der Karte. In: Allgemeine Forstzeitschrift. 27. Jahrgang 24/1972, S. 500–501.
- zusammen mit Klaus Schwarz: Die Flächenschutzkarte, dargestellt am Beispiel des Blattes Wiesbaden. In: Geographische Rundschau. 1/1974, S. 3–5.
- Zukunftsaussichten der Kiefer im Hinblick auf die Ertragsleistung und den Standort. In: Der Forst- und Holzwirt. 29. Jahrgang 23/1974, S. 497–498.
- Baumartenwahl – Schwerpunkt betrieblicher und überbetrieblicher Planung. Allgemeine Forstzeitschrift. 34. Jahrgang 38/1979, S. 1025–1028.
- Nachhaltsregelung beim Übergang zur Einzelstammwirtschaft. In: Hessischer Forstverein (Hrsg.): Jahresbericht 1978 Hann.Münden 1979 Schweinsberg/Schotten.1979, S. 97–101.
- Computergestützte Aufstellung forstlicher Flächenwerke. In: Allgemeine Forstzeitschrift. 36. Jahrgang 44/1981, S. 367–370.
- zusammen mit Heinrich Zimmermann: Standorts- und Bestockungsbefunde im öffentlichen Wald des Landes Hessen. In: Allgemeine Forstzeitschrift. 36. Jahrgang 46/1981, S. 1225–1239.
- Intensitätsangepasster Waldbau. In: Allgemeine Forstzeitung. 44. Jahrgang 45/1989, S. 1214–1216.
- Waldpflege auf Sonderstandorten. In: Allgemeine Forstzeitung. 44. Jahrgang 45/1989, S. 1222–1223.
- Walderneuerung nach Sturmschäden in Hessen. In: Allgemeine Forstzeitschrift. 46. Jahrgang 5/1991, S. 211–214.
- Wirtschaftsziele und Bestandesbegründung. In: Allgemeine Forstzeitschrift. 47. Jahrgang 5/1992, S. 234–235.
- Waldnutzung, Prozessschutz und Naturschutz. In: Forst und Holz. 50. Jahrgang 21/1995, S. 659–661.
- Waldbau in Hessen. Überlegungen aus der Sicht der Umwelteinflüsse, des Standortes, der Nutzungsansprüche und des Naturschutzes. In: Naturschutzring Nordhessen e. V.: Jahrbuch des Naturschutzes in Hessen. Zierenberg, 1/1996, ISBN 3-926915-18-8, ISSN 0932-1497, S. 11–30.
- Naturgemäße Waldbewirtschaftung im hessischen Staatswald. In: Arbeitsgemeinschaft Naturgemäße Waldwirtschaft: Der Dauerwald, Zeitschrift für Naturgemäße Waldwirtschaft. 16/1997, S. 2–24.
- Naturgemäßer Waldbau – der Weg zum Mischwald. In: Hessischer Minister für Umwelt, Landwirtschaft Forsten (Hrsg.): Werden und Wandel, Hessens Forstwirtschaft auf dem Weg ins 3. Jahrtausend. Wiesbaden 2001, S. 19–22.
- zusammen mit Dietrich Kaiser: Forstwirtschaft und Naturschutz in Hessen. In: Allgemeine Forstzeitschrift/Der Wald. 56. Jahrgang 1/2001, S. 19–22.
- zusammen mit Stefan Nowack und Sebastian Stoll: Bilanz und Perspektiven naturgemäßen Wirtschaftens in hessischen Wäldern. Allgemeine Forstzeitschrift/Der Wald. 56. Jahrgang 1/2001, S. 23–26.
- Was ist neu an der „alten“ HAFEA? In: Im Blickpunkt, Zeitschrift für Mitarbeiterinnen und Mitarbeiter der hessischen Forstverwaltung. Dezember 2002, S. 15–16.